# Мамедов, Фиридун Арых оглы
Фиридун Арых оглы Мамедов (азерб. Firudin Arıx oğlu Məmmədov; род. 1941, Варташенский район, Азербайджанская ССР) — советский азербайджанский работник химической промышленности, лауреат государственной премии СССР (1987) и государственной премии Азербайджанской ССР. Народный депутат СССР (1989—1991)

## Биография
Родился в 1941 году в селе Деймадере Варташенского района Азербайджанской ССР (ныне село в Огузском районе).
После окончания средней школы трудился на различных предприятиях Азербайджанской ССР и РСФСР, с 1968 года — аппаратчик, позже — старший аппаратчик цеха простых полиэфиров производственного объединения «Оргсинтез» в городе Сумгаит Азербайджанской ССР. Освоив профессию аппаратчика, работал на производстве полиэфирных смол, достигал высоких показателей при выполнении производственных планов пятилеток. За счет высокого мастерства владения оборудованием и требовательности к соблюдению технологического режима добился высокого качества производимой продукции — 98 процентов производимых в цеху полиэфирных смол были отмечены Государственным знаком качества.
Постановлением ЦК КПСС и Совета Министров СССР от 7 ноября 1987 года, за большой личный вклад в улучшение использования сырья, машин и оборудования Мамедову Фиридуну Арых оглы присуждена Государственная премия СССР.
Активно участвовал в общественно-политической жизни города Сумгаит, республики и Советского Союза. Состоял в КПСС, многократно избирался депутатом Сумгаитского городского совета, членом городского партийного комитета и парткомитета предприятия. Занимая пост депутата городского совета поднимал острые общественно-бытовые темы для обсуждения, среди которых важнейшее место занимала тема экологии. Делегат XXXI съезда Коммунистической партии Азербайджана и XIX Всесоюзной конференции КПСС. 
В 1989 году избран народным депутатом СССР от Сумгаитского национально-территориального избирательного округа № 219 Азербайджанской ССР.